# Сан Бартоломео ал Маре
Сан Бартоломѐо ал Ма̀ре (на италиански: San Bartolomeo al Mare; на лигурски: San Bartumè, Сан Бартуме) е малко пристанищно градче и община в Северна Италия, провинция Империя, регион Лигурия. Разположено е на брега на Лигурско море, на лигурското Западно крайбрежие. Населението на общината е 3125 души (към 2011 г.).